# Unterwegs
Unterwegs (Originaltitel On the Road) ist ein Roman des US-amerikanischen Schriftstellers Jack Kerouac, der 1957 veröffentlicht wurde. Das Buch gilt als Manifest der so genannten Beatniks und als einer der wichtigsten Texte der Beat Generation.

## Inhalt
Der Inhalt des Romans lässt sich mit der Phrase „Sex, Drugs ’n’ Jazz“ charakterisieren.
Die beiden Hauptfiguren, Dean Moriarty und der Erzähler Sal Paradise, begeben sich auf verschiedene Reisen durch die USA und Mexiko, um sich dem Rausch, den Frauen und dem Jazz hinzugeben – wobei sie als Hipster nicht Mainstream-Jazz, sondern den neuen, härteren Bebop hören.
Die beiden trampen, springen auf Güterzüge auf, fahren mit Greyhound-Bussen, auf LKW-Pritschen oder mit gestohlenen Autos quer über den nordamerikanischen Kontinent und zurück, von New York City, über Chicago, Denver, Kalifornien nach New Orleans und schließlich nach Mexiko. Von besonderem Interesse sind die Abweichungen von der Norm, welche in der US-amerikanischen Gesellschaft der späten 1940er und frühen 1950er Jahre deutlich werden, das Lebensgefühl der jugendlichen Außenseiter und ihre Beobachtungsperspektive auf den Rest der Gesellschaft.
Joyce Johnson, mit der Kerouac zwischen 1957 und 1958 eine Beziehung einging, erinnerte das Grundschema des Romans damals an Mark Twains Roman Die Abenteuer des Huckleberry Finn. Sal kann Twains Figur Tom Sawyer gleichgesetzt werden, da beide wohlbehütet bei ihren gutbürgerlichen Tanten wohnen. Dean wäre demnach eine Entsprechung zu Huck Finn, zumal beide Outlaws sind, die auf einen bürgerlichen Jungen einen großen Eindruck machen und mit denen zusammen sie auf Reisen gehen. Indes wurde das Floß durch modernere Fahrzeuge ausgetauscht.
Der Roman trägt stark autobiografische Züge, viele der auftretenden Figuren lassen sich mit Personen in Kerouacs Leben identifizieren. Kurz vor seinem Tod plante Kerouac eine Gesamtausgabe seines Werkes, auf deren Einband die realen Personen genannt werden sollten, die seinen Figuren entsprachen. Die Figur Dean Moriarty in Unterwegs entspricht Neal Cassady, Carlo Marx ist Allen Ginsberg, Old Bull Lee ist William S. Burroughs, Tom Saybrook ist John Clellon Holmes, Elmo Hassel ist Herbert Huncke, der Erzähler Sal Paradise entspricht Kerouac selbst. Diese Gesamtausgabe wurde jedoch zu seiner Lebzeit nicht mehr realisiert. Erst 2007 wurde die originale Schriftrolle mit den realen Namen veröffentlicht. Eine deutsche Übertragung der Urfassung durch Ulrich Blumenbach erschien 2010.

## Bedeutung
Die besondere Bedeutung dieses Buchs im Werk Kerouacs liegt in der klaren und gelassenen Sprache seines Erzählers und seiner Figuren. Dies machte das Buch einem größeren Leserkreis zugänglich als andere sehr komplizierte und durch den Umgang mit harten Drogen geprägte Werke Kerouacs wie zum Beispiel Be-bop, Bars und weißes Pulver (The Subterraneans, 1958). Der Roman spiegelt Kerouacs Überzeugung, dass die amerikanische Zivilisation die schöpferischen (in der beatnik-Sicht elementar-animalischen, aber auch ursprünglich-seelischen) Kräfte des Menschen verkümmern lässt. Die Absage an die Gesellschaft ist hier, wie Ursula Brumm in ihrer Deutung des Romans ausführt, ein Akt der „künstlerischen Befreiung“. Es geht um die „Realisierung eines eigenen außergesellschaftlichen Lebensstils, mit eigenem Rhythmus, eigenen Idealen und Werten, die in allen Zügen das Gegenbild zu denen der bestehenden Gesellschaft sind“.

## Wirkung auf andere Künstler

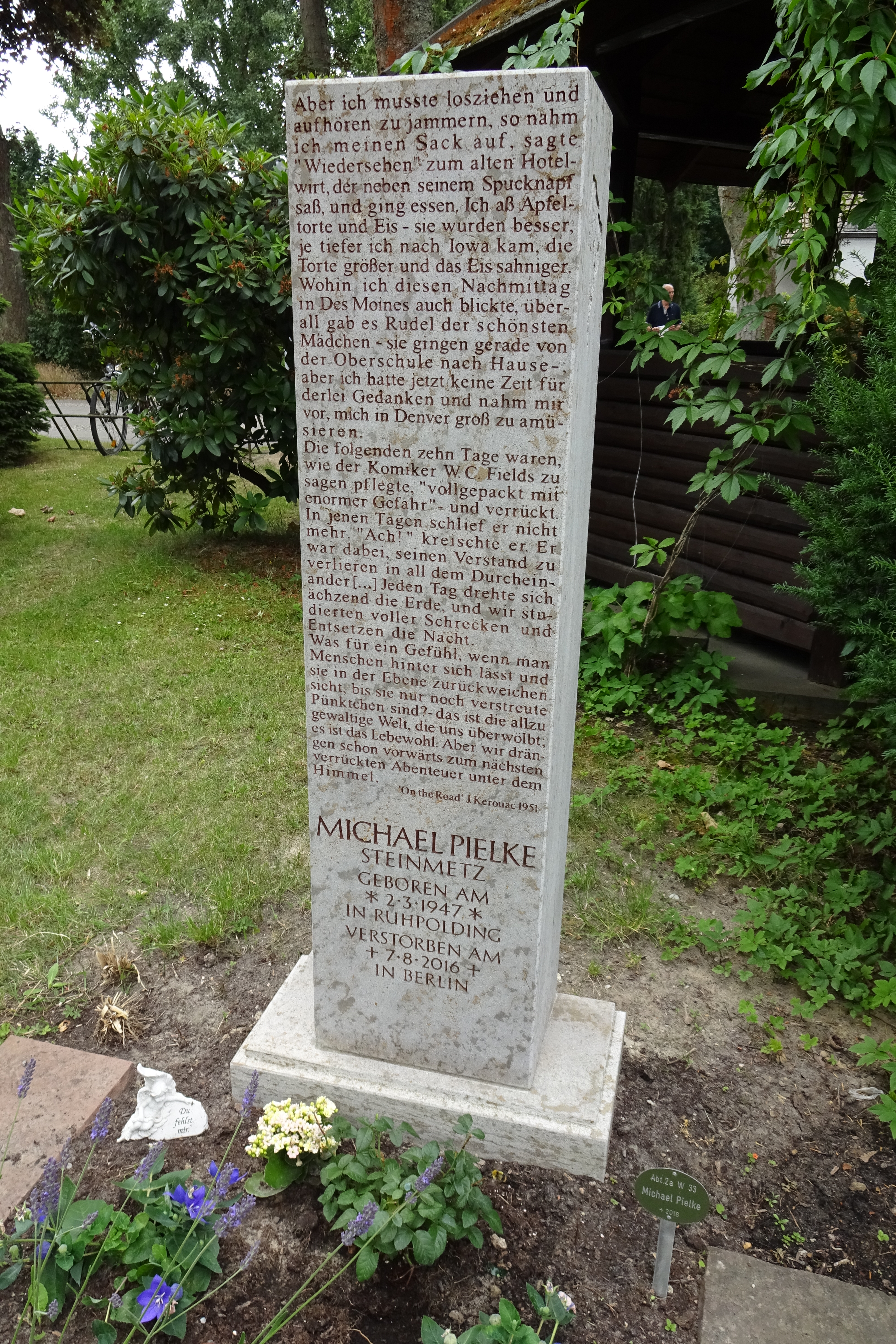
Grabstein des Berliner Bildhauers Michael Pielke mit einem Zitat aus On The Road

Unterwegs war eines der Vorbilder für den Kultfilm Easy Rider (1969) von Peter Fonda und Dennis Hopper.
Die Progressive-Rock-Band King Crimson bezieht sich mit ihrem Album Beat von 1982 auf die Beat-Generation im Allgemeinen und im Lied Neal and Jack and Me speziell auf Unterwegs.
Die Münchener Band Sportfreunde Stiller schrieb inspiriert von Unterwegs ein gleichnamiges Lied. Es erschien 1998 auf der EP Thonträger. Auf ihrem Album Die gute Seite hört man am Ende des Liedes Ein Kompliment folgenden Auszug aus dem Hörbuch des englischen Originals: „We jumped into the warm, mad night hearing the wild tenor man across the way blowing his horn going ih-ja, ih-ja. Hands clapping to the beat, folks yelling: ‚Go, go, go!‘“. Anschließend kommt das Lied Sportbeat, u. a. eine Anspielung auf die Beat-Generation.
Die Kölner Band BAP schrieb als Hommage an Unterwegs das Lied Wat für e Booch!. Veröffentlicht auf dem Album Radio Pandora von 2008.
Die amerikanische Metalband Mudvayne bezieht sich in ihrem Song On the Move auf das Werk Jack Kerouacs.
Die österreichische Band S.T.S. veröffentlichte 1988 auf dem Album auf Tour das Lied Unterwegs, welches die Lebensphilosophie des Buches anreißt (Zitat aus dem Lied: „der Kerouac hätte an dir seine Freude“).
In der US-Serie Lost tauchen mehrere Verweise auf das Buch auf: Während in der dritten Staffel (Folge 15) die Figur „Sawyer“ das Buch liest, trägt die Figur „Ben“ in der vierten Staffel (Folge 09) den Decknamen „Dean Moriarty“.
Die französische Band Moriarty benannte sich nach der Figur des „Dean Moriarty“.
Charles Plymells Buch The Last of the Moccasins, wo er das wilde, kurze Leben seiner Schwester erzählt, hat den Roman als Grundlage.
Die australische Band The Go-Betweens schrieb den Song The house that Jack Kerouac built mit der Textzeile „On the road“ als Abschluss.
In der Serie Die Zauberer vom Waverly Place heißt die Rolle von Daniel Samonas „Dean Moriarty“.
Der Schriftsteller T.C. Boyle schrieb eine Kurzgeschichte mit dem Titel Beat (veröffentlicht in Deutschland 1999 in dem Buch Fleischeslust, Originaltitel: Without a Hero, 1994 Viking, New York), in der er den Stil Jack Kerouacs imitiert und ironisch überspitzt. Dabei spielt er auch inhaltlich stark auf das Werk Kerouacs an. Insgesamt kann man Beat sowohl als augenzwinkernde Hommage als auch als Kritik am gewaltigen Einfluss von Unterwegs verstehen.
Clutching at Straws (1987), das vierte Studio-Album der britischen Rock- und Prog-Rock-Formation Marillion, ist fast durchgängig von Kerouacs Leben und Werk inspiriert. So zitiert beispielsweise der Torch Song fast wörtlich aus den ersten Seiten des Klassikers On The Road.

## Verfilmung
2012 erschien die Filmversion von Unterwegs. Der Film wurde in Deutschland unter dem Titel On the Road – Unterwegs und in Amerika unter dem Originaltitel On the Road veröffentlicht. Regie führt Walter Salles, das Drehbuch stammt von José Rivera. Die Hauptrolle des Dean Moriarty wird von Garrett Hedlund gespielt, seine Ehefrau Marylou wird von Kristen Stewart gespielt. Sam Riley spielt Sal Paradise, Kirsten Dunst spielt Camille und Carlo Marx wird von Tom Sturridge verkörpert.

### Textausgaben (deutsche Übersetzung)
- Unterwegs. Rowohlt, Reinbek 1959
- Unterwegs. Aus dem Englischen von Thomas Lindquist (Neuübersetzung). Rowohlt, Reinbek 2010, ISBN 978-3-499-22225-2
- On the Road: Die Urfassung. Übers. Ulrich Blumenbach. Rowohlt, Reinbek 2010, ISBN 978-3-498-03550-1

### Textausgaben (Original)
- On the Road 1957
- On the Road: The Original Scroll. Viking Penguin, New York 2007, ISBN 978-0-670-06355-0

## Sekundärliteratur
- Jara Rossenbach: Die Reise als identitätsbildender Impuls im Québecer Roman. Shaker, Aachen 2018 (Diss. phil. TH Aachen): zu Unterwegs S. 147f. und passim